# محمد حسني (خطاط)
محمد كمال حسني البابا المعروف اختصارًا بـ محمد حسني (1312- 1389 هـ / 1894- 1969 م) خطاط عربي دمشقي المولد والمنشأ والعائلة، مصري الجنسية، عُرف بأسلوبه المجدِّد في التراكيب الخطيّة، ولُقِّب بـ«أمير الخط العربي».
نشأ في دمشق وتلقّى فيها علومه الأولى، أحب الخط منذ حداثته فكان يحاكي خطوط قاضي عسكر مصطفى عزت. تتلمذ على يد الخطاط يوسف رسا، الذي أوفده السلطان عبد الحميد الثاني إلى دمشق لكتابة خطوط الجامع الأموي عند تجديده آنذاك. وكان تلميذًا لمحمد شوقي ومنافسًا لأحمد عارف الفلبوي.

صورة جماعية محمد حسني البابا، هاشم محمد البغدادي، تتوسطهم نجاة الصغيرة.

## عمله
نشأ في الحي الكردي في دمشق وينتمي الى عشيرة بابان الكردية، حيث هاجر والده من مدينة السليمانية الى دمشق. انتقل محمد حسني إلى القاهرة في عام 1912، حيث عُيّن خطاطًا في «المعهد الملكي للخط العربي». كتب الآلاف من الإطارات ل«الأفلام الصامتة»، وكتب خطوط عناوين صفحات الجرائد وغيرها من المطبوعات. ولقد عمل حسني البابا على كتابة البطاقات الشخصية والتجارية لعدة أشخاص بارزين مثل رئيس الوزراء المصري إسماعيل صدقي (1875-1950) ويوسف ذو الفقار (والد الملكة فريدة) وغيرهما. وعمل أستاذًا في الكُلية الملكية للخط عند تشكيلها في عام 1922. ومن بين طلابه في الكلية:
- محمد إبراهيم، من مدينة الإسكندرية (الذي أسس مدرسة للخط باسمه).
- محمد علي مكاوي.
- محمد أحمد.
- محمد سعد حداد.

وكانت له صلات مع الخطاطين المعروفين في مصر؛ مثل نجيب هواوني (كما هو موضح في الصورة الملتقطة عام 1946 حيث يجلس الثاني اليمين) والشيخ عبد العزيز الرفاعي، والخطاط العراقي هاشم محمد البغدادي (1917-1973).
وبحلول عام 1958، كان محمد حسني نجمًا دوليًا في الخط العربي. ولقد نال شهادة دكتوراه الشرف في الخط من كندا 1965.
ويوجد نماذج من عمله على العديد من المواقع على شبكة الإنترنت والكتب بما في ذلك بعض الأطر وعينات من ما كتب بخط "الثلث".

## هجرته إلى مصر
هاجر إلى مصر عام 1331هـ/ 1912م حيث عمل في الخط. وقد أفاده صغر سنه في الحركة بين المطابع الحجرية ليكتب الخطوط اللازمة لها وكان سريعًا جدًا. واشترى بيتًا في خان الخليلي كان يمارس عمله فيه قبل أن يفتتح لنفسه مكتبًا خاصًا وورشة للحفر والزنكوغراف عام 1348 هـ/ 1929م. وبعد أن ذاع صيته بجمال خطه، ورشاقته، وأسلوبه المتميز في التراكيب الخطية وتجويده لأنواع الخطوط جميعًا اتصل بكبار الخطاطين في مصر. استفاد من الخطاطَيْن نجيب الهواويني والشيخ عبد العزيز الرفاعي. وكان من الأساتذة الأوائل الذين تم اختيارهم للتدريس في مدرسة تحسين الخطوط الملكية عند إنشائها عام 1341هـ/ 1922م، كما دَرَّس في المعهد العالي للتربية الفنية في الأربعينيات من القرن العشرين الميلادي وأعطاه الرئيس جمال عبد الناصر الجنسية المصرية عام 1965.

## أثره ووفاته
تتلمذ على يديه عدد كبير من الخطّاطين العرب في المدرسة وخارجها. ومن أبرز تلاميذه الخطاط الإسكندري محمد إبراهيم مؤسس المدرسة المعروفة باسمه، ومحمد علي المكاوي، ومحمد أحمد، ومحمد سعد الحداد. وأجاز عددًا كبيرًا من الخطاطين منهم الخطاط العراقي هاشم محمد البغدادي. وترك عددًا كبيرًا من اللوحات والآثار الخطيّة وكتب العديد من الخطوط للسينما الصامتة وللكتب والمطبوعات المختلفة. حاز شهادة دكتوراه فخرية في فلسفة الخط من كندا عام 1385هـ/ 1965م. وتُوفي في القاهرة ودُفن فيها مخلّفًا عائلة من الفنانين.

## حياته الشخصية
تزوج أكثر من مرة، وأنجب أحد عشر طفلًا. وكان بيتهُ يُعرف بمنزل الفنانين لكثرة ما برز من فنانين وفنانات من بين أفراد عائلته في شتى المجالات. أصبحت اثنتان من بناته من أشهر المطربات والممثلات العربيات، «نجاة» المعروفة باسم «نجاة الصغيرة» (مواليد 1938) وسعاد حسني (1943-2001). ابنه «عز الدين حسني» (1927 - 2013)، ملحن موسيقى لحن حوالي 100 أغنية، درّس شقيقته نجاة الموسيقى والغناء. ابنه الآخر «سامي حسني» عازف تشيلو ومصمم مجوهرات وخطاط أيضًا. وكان ابنه «فاروق» رسام وابنته «سميرة» ممثلة. أما «صباح» فكانت تهوى النحت وتوفيت في حادث سير عام 1961، و«نبيل» خطاط.

### عائلته
والده هو المطرب السوري «حسني البابا» وهو ابن عم الممثل السوري الكوميدي أنور البابا وله 11 من الأولاد من زيجتين.
زوجته الأولى لطيفة (مصرية) وأنجب منها:
1. خديجة محمد حسني (ابنة)
2. سميرة محمد حسني (ابنة)
3. عفاف محمد حسني (ابنة)
4. نجاة الصغيرة (ابنة)
5. عز الدين محمد حسني (ابن)
6. نبيل محمد حسني (ابن)
7. فاروق محمد حسني (ابن)
8. سامي محمد حسني (ابن)

زوجته الثانية جوهرة محمد حسن (مصرية) وأنجب منها:
1. سعاد حسني (ابنة)
2. كوثر محمد حسني (ابنة)
3. صباح محمد حسني (ابنة)

## حديث
في عام 2011 قال الخطاط المصري خضير البورسعيدي - الذي التقى محمد حسني في عام 1958 أن محمد حسني «المعلم الأول» له. في عام 2012، أظهر معرض الخط العربي في القاهرة حي السيدة زينب أحد الأطر المخطوطة بيد حسني لأول مرة. وهذا الإطار مملوك لطالب الخطاط محمد حسني.